# 007大战猪肉王子
《007大战猪肉王子》是胡戈的第七部电影短片作品，于2008年1月23日在“六间房”首映。短片是前作《007大战黑衣人》的续编。片长30分钟。于2007年11月拍摄完成。短片中电影特效比前作有大幅改善。短片在一周之内点击超过百万次。由于短片大量涉及现实中一些敏感问题，引起了一些争议。

## 剧情介绍
一伙由一个号称“猪肉王子”的人带领的四人团伙抢劫了一只相传吃后可以长生不老的“澳运特供”猪，尚未动口，却被一个自称“詹姆士邦德”的人夺走。猪肉王子决心报仇，三年后，团伙四人从一所武术学校毕业，开始疯狂报复社会。他们抢光了国内市场上所有猪肉，并将下一个目标定为“国家猪肉储备中心”。团伙绑架了该国的皇帝（外观酷似金正日），并从他身上搜得了国家猪肉储备中心的地图。司令紧急找到已住进精神病院的007。经过一番治疗，007再次出山，来到储备中心等候四人，却被猪肉王子打败。007极度抑郁，在酒吧受到鼓舞后，开始努力练功，四处找人传功，还购买了一张“最新招式大全”的光盘。不久以后，007自觉功夫大有长进，于是向猪肉王子下了战书。进过一番上天入地的苦斗，007还是战败，并被猪肉王子杀死。临死前，007将失败归咎于购买了盗版光盘。当猪肉王子得意时，裁判却宣布猪肉王子被“待定”，之后由于007获得观众投票率远远超过他，007不仅复活而且获得比赛优胜。猪肉王子不满比赛结果，正要发飙，一位保安携带秘密武器“佳能400D”入场，制服了猪肉王子。

## 涉及事件
- 片首，镖局运送的镖是一头被称为“澳运特供猪”的小猪，暗指奥运猪事件。1月28日，胡戈接到广电总局的通知，上传最新版本将“澳运”二字抹掉。
- 片中007患了抑郁症，接受“超级仪器”治疗后变为“亢奋症”，而“超级仪器”发的声音时CCTV新闻联播特有的开场音乐。
- 片中，007与猪肉王子决斗的比赛名为“超级男人”，讽刺“超级女生”。片中涉及的“待定”“复活”等制度都来源于2007年大为流行的选秀节目。
- 保安所使用的“佳能400D”，在片中被描述为一种可以发出麻痹射线，让被拍摄者固定30秒的超级非杀伤性武器。同时，片中还出现了一位长相酷似周正龙的人手持相机讲解如何使用该相机拍摄华南虎。此段意在讽刺2007年底的华南虎伪照事件。

## 演员
- 龚格尔饰演猪肉王子
- 王家赫饰演007
- 网络红人Ayawawa客串